# Konzentrationslager Cairo Montenotte
Das Konzentrationslager Cairo Montenotte (campo di concentramento Cairo Montenotte) in der Stadt Cairo Montenotte in der Provinz Savona war ein Konzentrationslager des faschistischen Italien. Es entstand 1942 aus dem Kriegsgefangenenlager Nr. 95 für griechische Kriegsgefangene und wurde hauptsächlich zur Internierung von slowenischen und kroatischen Zivilisten genutzt. Nach der Kapitulation Italiens wurden am 8. Oktober 1943 knapp eintausend sogenannte Italo-Slowenen von dort als erste Italiener ins KZ Gusen deportiert.
| Februar 1943 | März 1943 | Mai 1943 | Juli 1943 | September 1943 |
| ------------ | --------- | -------- | --------- | -------------- |
| 194          | 750       | 840      | 936       | 1.260          |